# 본 (독일)
본(독일어: Bonn IPA: [ˈbɔn]), 공식적 명칭으로 본 연방직할시(독일어: Bundesstadt Bonn 분데스슈타트 본[*])은 독일의 노르트라인베스트팔렌주에 있는 도시이다. 1949년부터 1990년까지 서독 시절부터 독일의 재통일 이후인 1999년까지 서독 행정부의 소재지였다.
본은 독일에서 가장 오래된 도시 중 하나로, 2천 년 이상의 역사를 지녔다. 유래는 게르만족과 로마인의 거주지이다. 1597년부터 1794년까지 본은 쾰른 선제후령의 수도 겸 궁전 소재지였다. 1770년에는 베토벤이 탄생하기도 하였다. 19세기에는 본 대학교가 독일의 주요 대학교로 성장하였다.
1948/49년에는 의회협의회가 개회하여 서독 헌법을 제정하였다. 서독의 첫 입법부 및 행정부 소재지로 1949년에 본이 선정되었다. 본은 대규모의 발전을 하여 행정지대가 팽창하면서 바트 고데스베르크가 합병되었다. 결과적으로 본은 전격적 개편을 통해 본, 바트 고데스베르크, 보이엘, 그리고 주변의 작은 지역들을 합병하였다.
1991년 독일의 재통일 이후에는 의회에서 '수도에 관한 정부결정'에서 의회 및 정부의 소재지를 1999/2000년에 새 연방수도인 베를린으로 이전하였다. 거기에 대한 보상책으로 본에는 수많은 정부청사들이 이전되었다. 그 이래 본은 연방도시로서 대통령과 연방총리, 그리고 연방상원이 제2청사를 가진다. 이외에 여섯 개의 부가 제1청사를, 나머지 여덟게의 부가 제2청사를 본에 가지고 있다. 국제 연합의 19개 산하 단체와 독일 닥스 증시에 등록되어 있는 도이체 포스트(Deutsche Post)와 도이체 텔레콤(Deutsche Telekom)의 본사가 본에 위치해 있다.
인구 309,869명(2013년)으로 독일에서 19번째로 큰 도시이다.

## 역사

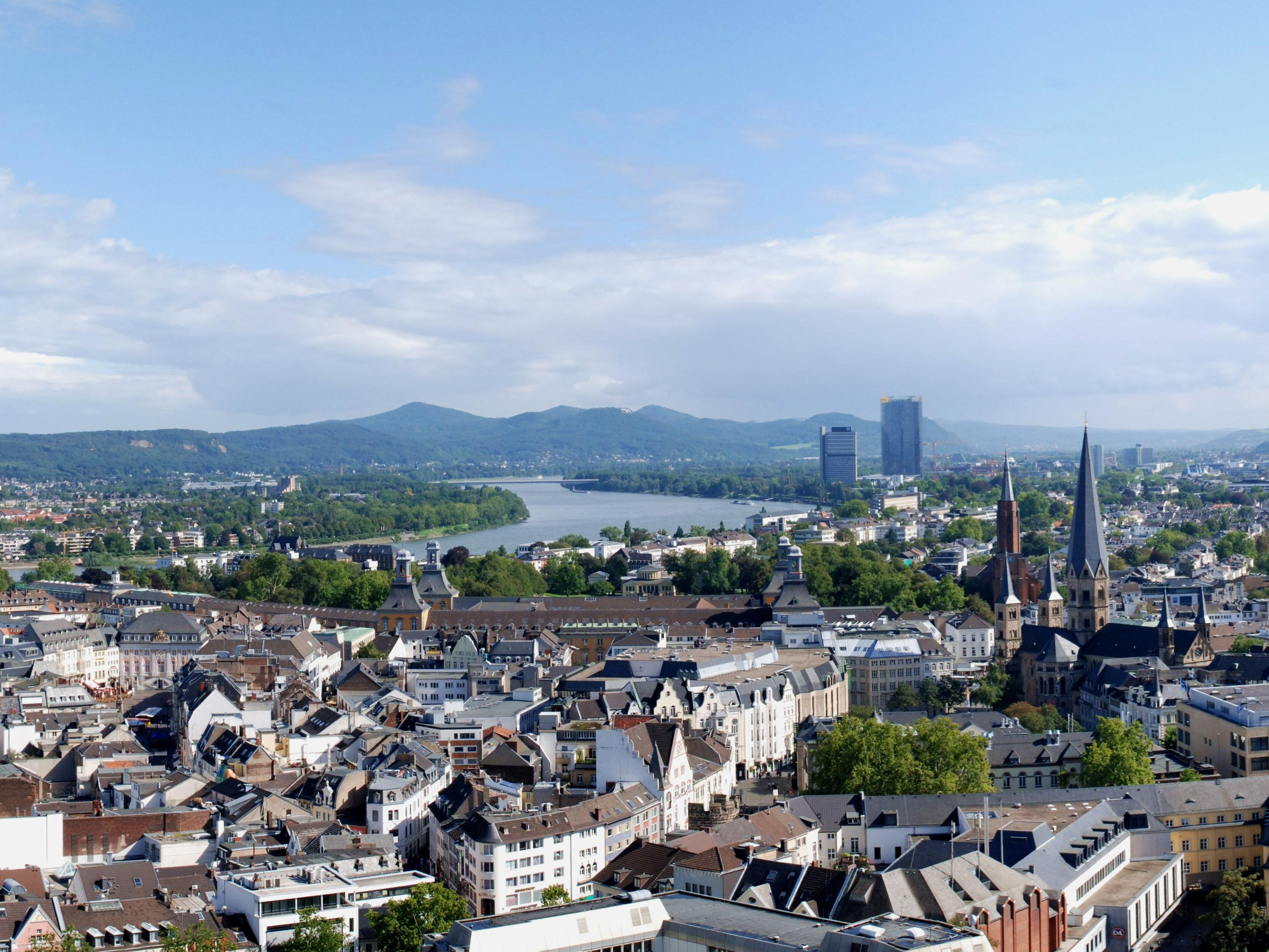
본의 스카이라인

1989년에 본은 도시의 창립 2천 주년을 기념하였다. 창립의 해로 기준을 삼은 것은 기원전 12세기 라인강가의 첫 로마 병영지의 구축이다. 그러나 이미 기원전 38년에 로마의 사령관 아그리파는 거주민을 이주시켰었다. 그리고 본 지역에는 이미 오래전에 인간이 거주한 흔적이 있다. 그 증거로는 오버카셀의 1만4천 년 된 이중묘가 있으며, 기원전 4080년의 것으로 추정되는 베누스베르크의 묘와 목조책 또한 있다.
기원전 본나(Bonna, 본의 옛 이름)에 로마의 영향이 작았던 반면, 기원후 9년의 토이토부르크 숲 전투 이후에 상황이 변했다. 그 이후 수 십년 동안 로마군 군단이 들어서, 오늘의 본 북쪽 지역에 병영을 구축하였다. 병영의 주위와 그 남쪽, 오늘의 아데나워알레를 따라 상인과 공인들이 상촌(vicus)을 형성하였다.
로마 제국의 멸망과 함께 고대 후기와 중세 초기에는 본의 운세가 하락하였다. 바이킹족이 라인강 유역의 라인란트 지역을 침략했을 때 본은 882년에 두 번 불탔고 883년에 갓 재건된 후 노르만인들에게 침략당해 불타고 강탈당했다.
프랑크 왕국 시대의 9세기와 10세기에 본에는 오늘의 뮌스터 성당 부근에 기독교 구심지인 빌라 바실리카가 형성되었고, 오늘날의 시장광장 부근에 시장 거주지가 형성되었다. 1243년을 제국으로부터 도시권을 완전히 이양을 받은 해로 보고 있다.
본의 또다른 발전의 주요한 기점은 1288년의 보링엔의 전투이다. 쾰른의 선제후들이 브륄과 포펠스도르프와 함께 본에 거주지를 정하고 급기야는 궁전 소재지로 정하였다. 17세기부터 18세기까지 선제후들이 건축한 사치스런 궁전들로 본이 바로크 양식의 화려함을 갖추게 되었다. 1794년 나폴레옹 보나파르트의 프랑스군 점령으로 이 시기는 종점을 맞았다.
나폴레옹의 패전 후 1815년에 본은 프로이센의 수중으로 들어간다. 이 시기에 본은 1818년 프로이센 정부에 의해 새로 건립된 본 대학교에 의해 윤곽이 지워진다. 이미 18세기 후반에 본에는 대학교가 있었지만 1794년에 프랑스 점령군에 의해 휴교되었다. 프로이센에 의해 재개교된 대학교는 선제후 시대의 대학교를 계승하지 않고 베를린 훔볼트 대학교의 전신인 프리드리히 빌헬름 대학교와 브로츠와프 대학교(브레슬라우 대학교)과 함께 교육정책의 한 맥락이었다. 대학교 명칭 중 '라인'이라는 단어는 본 대학교가 베를린과 브로츠와프 대학교의 자매학교임을 입증하기 위한 것이었다. 실제로 이후 백 년간 본 대학교는 프로이센 호엔촐레른 가문의 황태자들이 선호하는 학교였다.
제1차 세계 대전 이후에 본은 먼저 캐나다군, 그 후 영국군, 그리고 1926년까지 프랑스군에 의해 점령당했다. 나치 독일 시대에는 본 시민 중 유태인이 천 명 정도 목숨을 잃었다. 8천 명 정도는 강제 이주를 당하거나, 체포당하거나 강제수용소에 감금되었다. 1945년 5월 9일에 미군의 입성으로 본에 종전이 된 시점 도시가 파괴된 비율은 약 30%였다. 그 중 70%의 건물은 경중 파괴되었고 30%는 완전히 파괴되었다. 4천 명 이상의 본 시민이 공중폭격으로 목숨을 잃었다. 1945년 5월 28일 영국 군대가 점령국으로서 도시를 인계받았다.
이후 본은 급격한 건축과 도시의 확대를 경험하게 된다. 특히 1949년 11월 29일 본의 서독 수도 지정이 큰 기여를 한다. 본에서 가까운 쾰른 시장 출신으로 서독(독일 연방 공화국)의 초대 총리인 콘라트 아데나워가 건국 직후 자신의 정치 활동에 유리한 환경을 조성하기 위해 미국과 로비전을 벌인 끝에 프랑크푸르트암마인을 간발의 차로 제치고 본을 독일 연방 공화국의 수도를 정했다. 인접해 있던 소도시 바트 고데스베르크와 보이엘이 통합되어 현재의 본이 되었다.
1990년 동서독 통일 이후 큰 논쟁 거리였던 연방 공화국 행정수도 이전 문제는 베를린 시장을 지냈던 빌리 브란트 제4대 총리의 뜻에 힘입어 근소한 차이로 1999년(공식적인 행정 수도 이전 작업 기간은 1991년~1999년)에 연방수도를 독일인의 얼이 서린 베를린으로 옮기면서 매듭지어졌다. 의회가 본에서 이주해 나가고, 정부청사들이 갈리고, 외국 공관들의 이주로 인해 도시가 공백상태를 겪었지만, 본과 베를린 상생에 관한 법률에 의해 남아있는 부처들, 새로 이주해 온 정부청사들, 대기업의 유치, 국제기구의 유치, 연구소와 연구분야 기구들로 인해 본은 구조변화를 겪었다. 현재까지 진행 중인 구조변화는 긍정적인 평가를 받고 있다.

## 인구
| 연도                                                                            | 인구    | ±%      |
| ------------------------------------------------------------------------------- | ------- | ------- |
| 1620                                                                            | 4,500   | —       |
| 1720                                                                            | 6,535   | +45.2%  |
| 1732                                                                            | 8,015   | +22.6%  |
| 1760                                                                            | 13,500  | +68.4%  |
| 1784                                                                            | 12,644  | −6.3%   |
| 1798                                                                            | 8,837   | −30.1%  |
| 1808                                                                            | 8,219   | −7.0%   |
| 1817                                                                            | 10,970  | +33.5%  |
| 1849                                                                            | 17,688  | +61.2%  |
| 1871                                                                            | 26,030  | +47.2%  |
| 1890                                                                            | 39,805  | +52.9%  |
| 1910                                                                            | 87,978  | +121.0% |
| 1919                                                                            | 91,410  | +3.9%   |
| 1925                                                                            | 90,249  | −1.3%   |
| 1933                                                                            | 98,659  | +9.3%   |
| 1939                                                                            | 100,788 | +2.2%   |
| 1950                                                                            | 115,394 | +14.5%  |
| 1961                                                                            | 143,850 | +24.7%  |
| 1970                                                                            | 274,518 | +90.8%  |
| 1987                                                                            | 276,653 | +0.8%   |
| 2011                                                                            | 305,765 | +10.5%  |
| 2017                                                                            | 325,490 | +6.5%   |
| Population size may be affected by changes in administrative divisions. source: |         |         |

## 지리

시청에서 바라본 본 중심가와 주위의 전경

라인강중류지역과 라인하류가 만나는 지점의 남서 방향 쪽으로 연방도시 본이 위치하고 있다. 이 지리적인 지점은 바트 고데스베르크에 라인계곡이 깔떼기 모양을 하고 있어서 특징적이기도 하다. 라인강의 양쪽 유역에 141.2 km2의 면적으로 펼쳐진다. 라인강의 좌측(서쪽) 면적이 본의 전체 면적 중 약 3/4를 차지한다.

### 인접 지역
다음과 같은 도시와 군(Gemeinde)들이 본과 인접하고 있다. 북쪽으로부터 출발하여 시계방향으로 다음과 같다: 니더카셀(Niederkassel), 트로스도르프(Troisdorf), 장크트 아우구스틴(Sankt Augustin), 쾨니히스빈터(Königswinter), 바트 호네프(Bad Honnef), 레마겐(Remagen), 바흐트베르크(Wachtberg), 메켄하임(Meckenheim), 알프터(Alfter), 그리고 보른하임(Bornheim)이다.

### 행정 구역
- 본 - 라인강 서쪽
- 보이엘 - 라인강 동쪽

2009년 이래 사용된 연방도시 본의 공식로고

- 바트 고데스베르크 - 본의 남쪽에 위치하며 노르트라인베스트팔렌주와 라인란트팔츠주와 경계를 이룬다. 1959년 이 곳에서 독일 사회민주당의 역사에 길이 남을 바트 고데스베르크 강령(기존 사회주의의 형태와 계급정당-파업 등 극단적 투쟁수단-을 버리고 사회민주주의 정신에 입각한 개혁적 국민 정당으로 도약한다는 내용의 강령)을 제정하였다.
- 엔데니히 - 본 대학교 자연과학부 계열의 대학교 건물들이 밀집해 있는 곳.

### 기후
| Bonn의 기후                                          | Bonn의 기후 | Bonn의 기후 | Bonn의 기후 | Bonn의 기후 | Bonn의 기후 | Bonn의 기후 | Bonn의 기후 | Bonn의 기후 | Bonn의 기후 | Bonn의 기후 | Bonn의 기후 | Bonn의 기후 | Bonn의 기후   |
| 월                                                   | 1월         | 2월         | 3월         | 4월         | 5월         | 6월         | 7월         | 8월         | 9월         | 10월        | 11월        | 12월        | 연간          |
| ---------------------------------------------------- | ----------- | ----------- | ----------- | ----------- | ----------- | ----------- | ----------- | ----------- | ----------- | ----------- | ----------- | ----------- | ------------- |
| 일일 평균 기온 °C (°F)                               | 2.4 (36.3)  | 2.8 (37.0)  | 6.3 (43.3)  | 9.7 (49.5)  | 14.0 (57.2) | 16.7 (62.1) | 18.8 (65.8) | 18.3 (64.9) | 14.6 (58.3) | 10.5 (50.9) | 6.2 (43.2)  | 3.1 (37.6)  | 10.3 (50.5)   |
| 평균 강우량 mm (인치)                                | 61.0 (2.40) | 54.0 (2.13) | 64.0 (2.52) | 54.0 (2.13) | 72.0 (2.83) | 86.0 (3.39) | 78.0 (3.07) | 78.0 (3.07) | 72.0 (2.83) | 63.0 (2.48) | 66.0 (2.60) | 68.0 (2.68) | 816.0 (32.13) |
| 평균 월간 일조시간                                   | 51.0        | 76.0        | 110.0       | 163.0       | 190.0       | 195.0       | 209.0       | 194.0       | 141.0       | 104.0       | 55.0        | 41.0        | 1,529         |
| 출처: 독일 기상청 (Bonn-Rohleber, period 1971– 2010) |             |             |             |             |             |             |             |             |             |             |             |             |               |

## 문화지 및 관광지

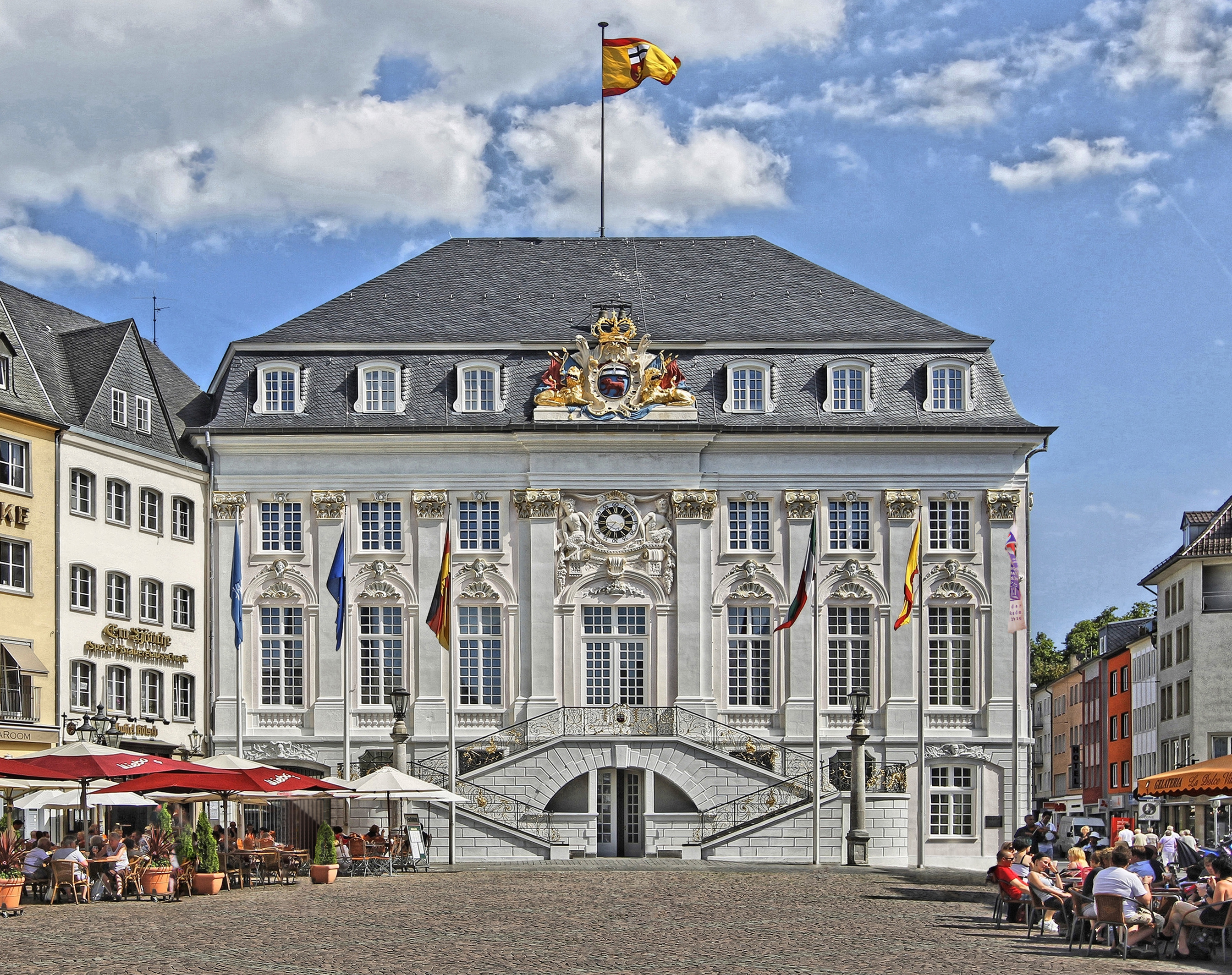
시장광장에 위치한 본의 상징인 구 시청(Altes Rathaus)

### 건축물
시장광장(Marktplatz)에는 로코코 양식으로 건축된 구시청(Altes Rathaus)이 있다. 이 건물은 본의 상징 중의 하나이다. 구시청으로부터 가까운 거리에는 과거 쾰른 선제후의 거처인 선제후 궁전이 있다. 현재는 본 대학교의 본관 건물로 사용되고 있다.
포펠스도르프 아베뉴(Poppelsdorfer Allee)는 선제후 궁전을 포펠스도르프 궁전과 연결시킨다. 후자는 18세기 후반에 선제후들의 여가목적을 위하여 지어졌다. 두 궁전을 연결하는 축을 가로질러서 중앙역의 철로가 놓여있다. 중앙역의 본관건물은 오늘날 문화재로 등록되어 있다. 중앙역 앞쪽 광장에는 한 때 노숙자들의 집합장소였던 본 구멍(Bonner Loch)이 있기도 하다.

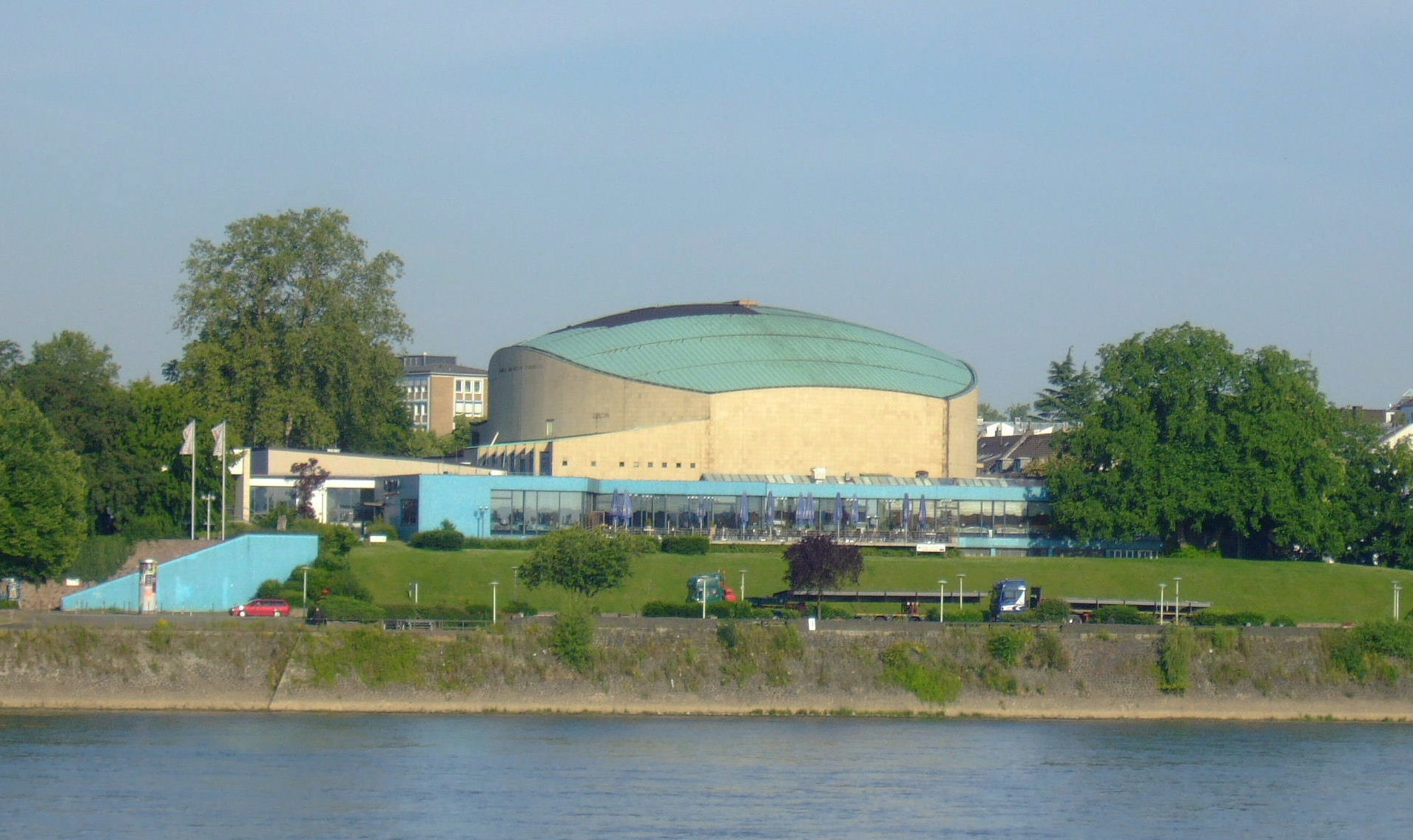
1959년에 건립된 음악연주회장인 베토벤 홀(Beethovenhalle)

- 본은 베토벤이 탄생한 곳이다. 베토벤의 집은 박물관과 연주회장으로 쓰이고 있다.
- 베토벤 오케스트라가 있다.
- 1959년에 건립된 음악연주회장인 베토벤 홀(Beethovenhalle)이 있다.
- 본 극장(Theater Bonn)이 있다. 이전에는 오페라 극장(Oper)이라 불렸다.
- 쾨니히스빈터(Königswinter)는 왕의 겨울이라는 뜻으로 니벨룽의 노래에서 용을 물리치던 전설과 관계가 있다. 언덕에는 용의 성과 파충류 박물관이 있다.

### 박물관 및 기념관

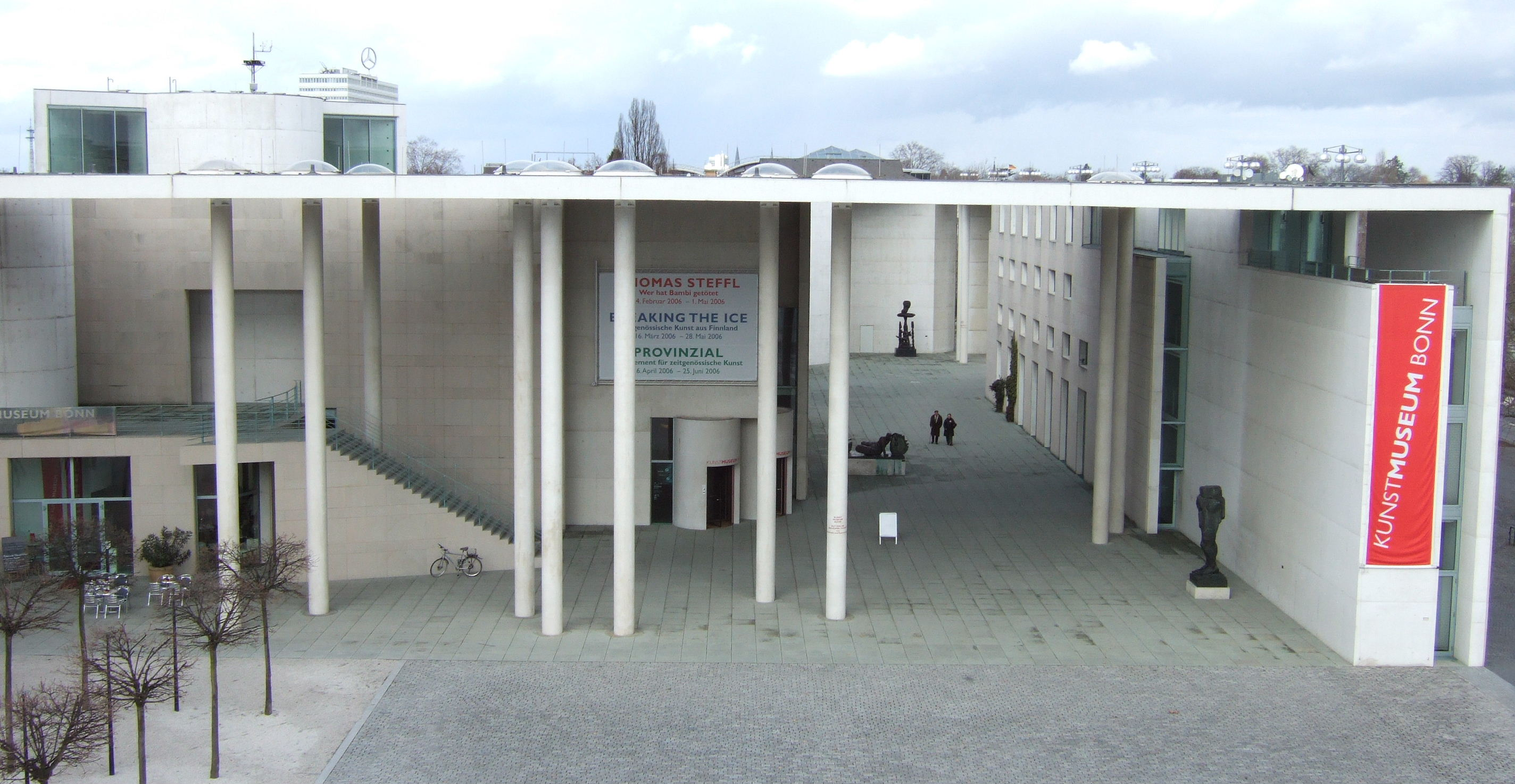
본 미술관(Kunstmuseum Bonn)

본에는 적지 않은 수의 박물관이 있다. 1986년부터 1992년까지 빈의 건축가 구스타프 파이흘에 의해 설립된 독일연방공화국 예술 및 전시관(Kunst- und Ausstellungshalle der Bundesrepublik Deutschland 또는 간단히 Bundeskunsthalle) 그리고 독일연방공화국 역사관은 개관 이래 독일에서 가장 방문수가 많은 박물관에 들어간다. 연간 50만명의 방문자를 기록하고 있으며 특별전시회 때에는 이 수를 훨씬 웃돈다. 두 박물관 모두 본 시에서 건립한 본 미술관(Kunstmuseum Bonn)과 함께 1990년대 초에 세워졌다. 이들 박물관들과 수 개의 다른 박물관들이 위치해 있는 거리를 박물관 거리(Museumsmeile)라고 칭하기도 한다.

## 경제
- 독일의 주요 기업인 도이체 텔레콤(Deutsche Telekom)와 도이체 포스트(Deutsche Post)의 본사가 있다.

## 같이 보기
- 독일의 인구순 도시 목록
- 본 대학교

## 참고 자료
- Monika Hörig, Michael Sondermann: Bonn. Die Pracht am Rhein. 2. Auflage. Verlag Beleke, 2004, ISBN 3-922785-83-2.